# Bitwa pod Trojanowem
Bitwa pod Trojanowem – 10 czerwca 1294 roku, nad brzegami Bzury, rozegrała się bitwa pomiędzy  wracającymi z łupieżczego napadu na Łęczycę Litwinami a ścigającymi ich wojskami księcia łęczyckiego Kazimierza II. Litwini pod dowództwem księcia Witenesa w Zielone Świątki 4 czerwca najechali gród Łęczycę i zdobyli warowną kolegiatę w Tumie. Złupili wszystko, co przedstawiało jakąkolwiek wartość, księży i ludność uprowadzili w niewolę, a samą kolegiatę podpalili. Podczas odwrotu zostali doścignięci przez oddziały księcia Kazimierza II pod Trojanowem. Wówczas książę Bolesław II mazowiecki (żonaty z córką litewskiego księcia Trojdena) doprowadził do rozejmu między Kazimierzem II i Litwinami, jednak w najmniej spodziewanym momencie Witenes go zerwał i zaatakował Kazimierza II, w wyniku czego książę łęczycki zginął, a Bolesławowi II życie uratował Wawrzyniec, kasztelan Białej. Było to największe zwycięstwo Litwinów w walkach z Polakami (w istocie z rycerstwem łęczyckim). 
Po śmierci Kazimierza II panowanie nad księstwem łęczyckim przejął jego brat Władysław I Łokietek.

## Śmierć Kazimierza według opisu Kroniki Jana Długosza
Rok pański 1294. Książę litewski Witenes napada na ziemie łęczycką z wojskiem konnym w liczbie 1800 ludzi: Litwinów, Prusów i Żmudzinów. Kiedy w czwartek po Zielonych Świętach wtargnęli do niej przez lasy i gaje za pozwoleniem i przy poparciu księcia Mazowsza Bolesława w tak milczącym i nieznanym szyku, że zmylili wszystkich, którzy ich mijali, atakując najpierw kolegiatę w Łęczycy i mordując tam lub zabierając do niewoli wielką liczbę ludu mężczyzn i kobiet, którzy się tam zgromadzili dla uczczenia święta. Prałatów, kanoników i kapłanów pana biorą bez litości do niewoli, a szaty liturgiczne, naczynia i klejnoty rozgrabiają. Pozostałych, którzy schronili się w kościele i bronili się w nim mężnie, przez podpalenie sąsiednich domów otaczających kościół i przeniesienie ognia na kolegiatę duszą i tracą. Wrogowie rozbiegli się następnie po wsiach i osadach i zabrawszy wielki łup w postaci ludzi i bydła pospiesznie wracali. Nie zniósł porażki własnej i swego wojska książę łęczycki Kazimierz, lecz ze wszystkimi rycerzami ziemi łęczyckiej zaczął ścigać barbarzyńców. Kiedy ich dopadł w położonej blisko miasta Sochaczewa nad rzeką Bzurą wsi Żuków (według innych koło wsi Trojanowa) nie licząc się z małą liczebnością swojego wojska i chmarą wrogów, rzuca się na barbarzyńców. I po krwawej walce, kiedy wielu jeńców w ferworze bitwy umknęło, pokonana przez chmarę barbarzyńców, walcząc bardzo odważnie w pierwszych szeregach, pada w największym tłumie wrogów i ponosi chlubną śmierć. Gdy ten (książę) zginął, Polacy zaczęli uciekać na wszystkie strony. Wielu spośród Polaków, unikając zaszczytnej śmierci, narażają się na haniebną. Toną w rzece Bzura za którą toczyła się walka, ponieważ wody wtedy wskutek deszczu wezbrały. Litwini wzięli i łup i zwycięstwo. A łup, jaki zebrali w postaci jeńców polskich, był podobno tak wielki, że przy podziale każdemu barbarzyńcy przypadło dwudziestu chrześcijan, Polaków. Książę łęczycki Kazimierz nie pozostawił po sobie nikogo.